# Nissos Rodos
Le Nissos Rodos (Νήσος Ρόδος, Nísos Ródos) est un ferry appartenant à la compagnie grecque Hellenic Seaways. Construit en 1987 par les chantiers Mitsubishi Heavy Industries de Shimonoseki pour la compagnie japonaise Taiheiyō Ferry, il portait à l'origine le nom de Kiso (きそ, Kiso). Mis en service en octobre 1987 sur les liaisons entre la côte Pacifique d'Honshū et Hokkaidō, il sera remplacé en 2005 par le nouveau Kiso. Vendu en août 2004 à la compagnie grecque Hellas Ferries (qui changera entre-temps de nom pour devenir Hellenic Seaways), il rejoint la Méditerranée en mars 2005. Tout d'abord exploité en mer Adriatique entre la Grèce et l'Italie sous le nom d‘Ocean Trailer, il naviguera entre l'Italie et l'Espagne entre 2005 et 2007 sous affrètement par la compagnie italienne Grimaldi Lines. Renommé successivement Hellenic Voyager en 2007 puis Nissos Rodos en 2010, il est affecté aux différentes lignes d'Hellenic Seaways en mer Adriatique ou en mer Égée selon périodes.

## Histoire

### Origines et construction
À la fin des années 1980, la compagnie Taiheiyō Ferry se lance dans un vaste programme de renouvellement de sa flotte afin de remplacer ses unités actuelles, mises en service par son prédécesseur, Taiheiyō Enkai Ferry, au début des années 1970. Profitant d'une embellie économique ayant pour principale conséquence de stimuler le marché des lignes maritimes entre Honshū et Hokkaidō, la compagnie investit rapidement dans la construction de nouveaux navires. Le projet table alors sur le remplacement des trois car-ferries de la flotte entre 1987 et 1991. Les dimensions sont arrêtés à 192 mètres de long et 27 mètres de large. Leur vitesse est fixée à 24 nœuds afin de légèrement réduire le temps de traversée. En raison d'une baisse du nombre de passagers transportés provoquée par la concurrence du trafic aérien et ferroviaire, leur capacité d'emport est réduite par rapport à la précédente génération. La capacité de roulage est en revanche accrue, grâce notamment à la longueur des navires ainsi que l'augmentation de la surface consacrée aux garages.
À l'inverse de leurs prédécesseurs, dont le confort des installations avait été volontairement limité pour plus de fonctionnalité, les nouveaux navires sont prévus pour être dotés d'aménagements modernes et luxueux, ainsi, deux ponts complets sont entièrement dédiés aux passagers qui pourront profiter d'un restaurant, d'un bar-salon ainsi que de nombreux couloirs ouverts sur la mer. Le confort des cabines est également revu à la hausse avec des suites plus spacieuses et équipées pour la plupart de sanitaires.
La construction du premier navire, baptisé Kiso, est confiée aux chantiers Mitsubishi Heavy Industries de Shimonoseki. La mise sur cale a lieu le 10 février 1987 et le navire est lancé le 1er juillet. La construction se poursuit alors durant presque trois mois puis le car-ferry est livré à Taiheiyō Ferry le 20 octobre 1987.

### Service

#### Taiheiyō Ferry (1987-2005)
Le Kiso est mis en service en octobre 1987 entre Nagoya, Sendai et Tomakomai en remplacement de l‘Arkas. Il est ensuite rejoint par le Kitakami en 1989 et par l‘Ishikari en 1991. Les trois navires sont, au début des années 1990, les plus luxueux du Japon.
Au début des années 2000, Taiheiyō Ferry décide de la construction d'une nouvelle unité destinée remplacer le Kiso. Construit par les mêmes chantiers que son prédécesseur, le nouveau Kiso est prévu pour commencer son exploitation courant 2005.
En prévision de la mise en service de son remplaçant, l'ancien Kiso est vendu en août 2004 à la compagnie grecque Hellas Ferries. Il continue néanmoins à naviguer sous les couleurs de Taiheiyō Ferry jusqu'au début de l'année 2005.

#### Hellenic Seaways (depuis 2005)
Livré à son nouveau propriétaire le 5 janvier 2005, le navire est rebaptisé Ocean Trailer et passe sous pavillon chypriote. Le car-ferry quitte définitivement le Japon le 10 février pour rejoindre la Grèce. Au terme d'une vingtaine de jours de navigation, il atteint Le Pirée le 3 mars.

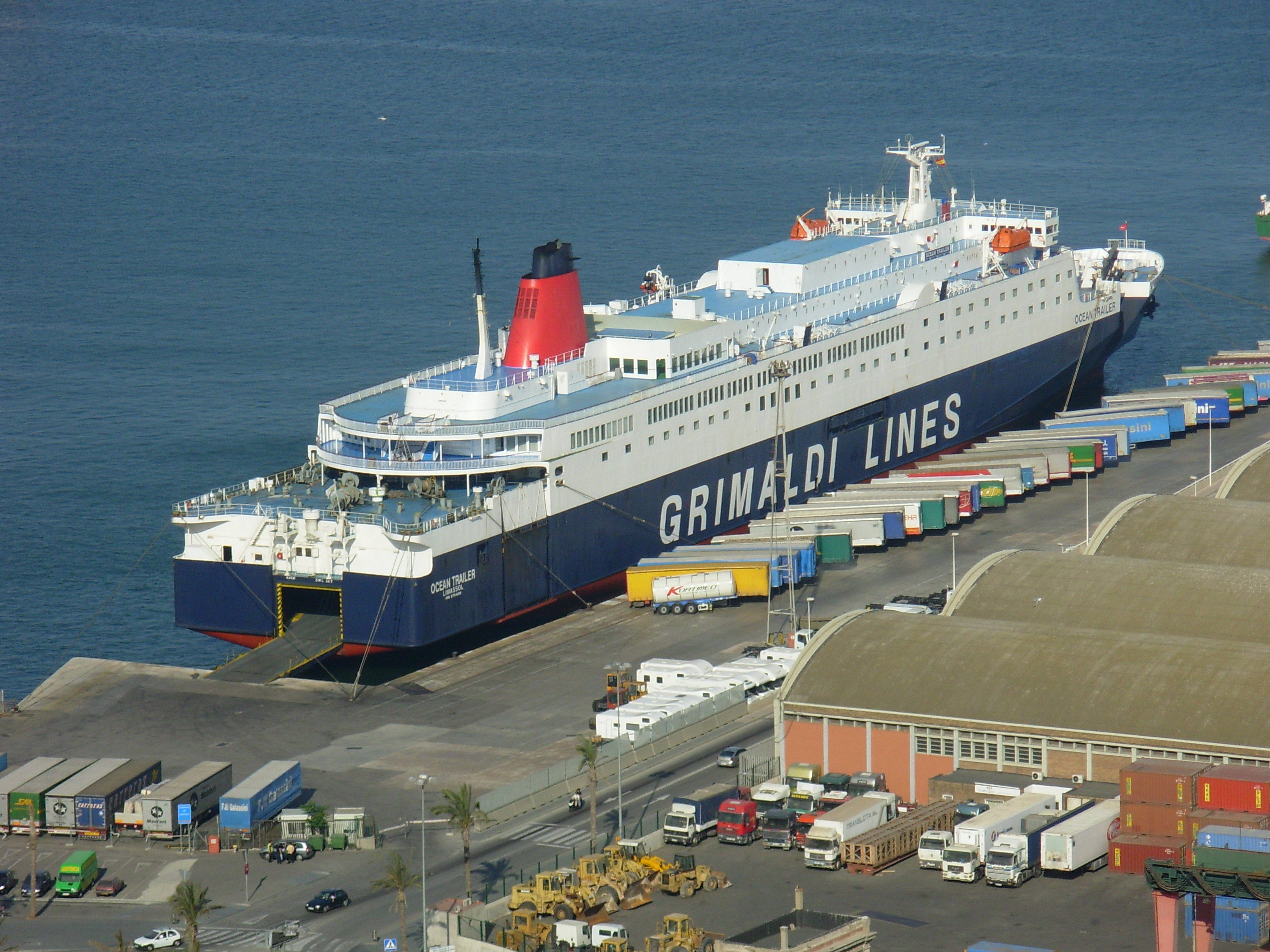
L‘Ocean Trailer affrété par Grimaldi Lines à Barcelone.

Après quelques transformations, le navire débute ses rotations au mois de mai entre la Grèce et l'Italie sous les couleurs d'Hellenic Seaways, nouveau nom d'Hellas Ferries. Il n'effectuera que quelques traversées sur cette ligne avant d'être affrété ce même mois par la compagnie italienne Grimaldi Lines. Il est alors exploité par cet armateur entre l'Italie et l'Espagne avant d'être restitué à Hellenic Seaways en septembre 2007.
Au cours de son arrêt technique effectué à Perama en octobre 2007, le navire est renommé Hellenic Voyager. Il reprend ensuite à partir de novembre ses traversées entre la Grèce et l'Italie.

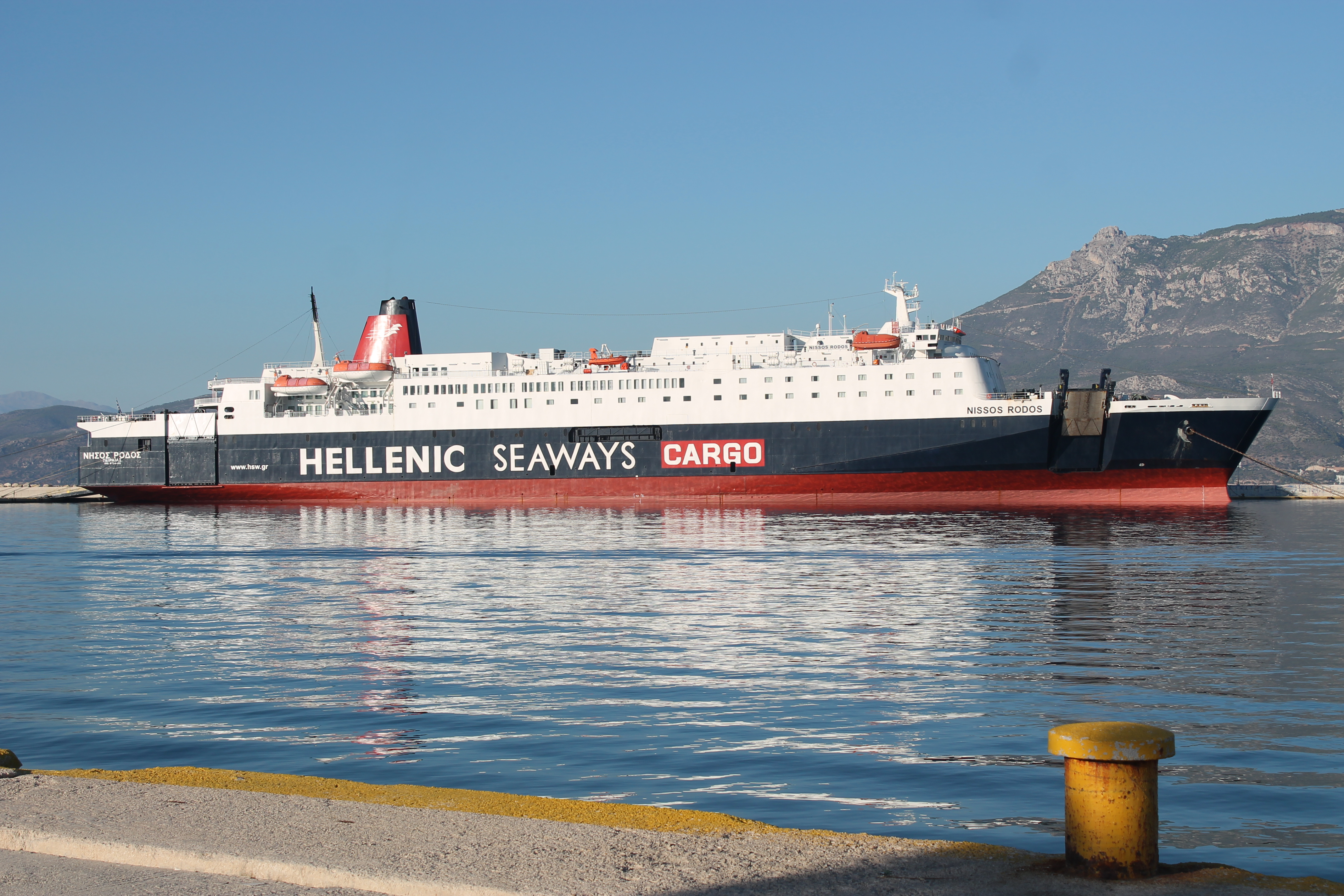
Le Nissos Rodos à Corinthe en 2013.

En août 2009, le navire rejoint les chantiers de Drapetsóna afin d'y subir d'importantes modifications. La décoration intérieure est entièrement modernisée et des dispositifs de sauvetage supplémentaires sont ajoutés à l'arrière. À l'issue des travaux en mai 2010, le navire prend le nom de Nissos Rodos. Il est par la suite affecté à partir du mois de juin en mer Égée entre Le Pirée et les Cyclades.
À la fin du mois de février 2011, le Nissos Rodos est affrété afin d'évacuer les ressortissants étrangers en Libye en proie à une guerre civile. Le navire effectue alors un premier voyage entre Le Pirée et Benghazi où 2 400 personnes sont évacuées. Il réalisera un second voyage du 28 février au 5 mars.
De septembre 2012 à mai 2013, le navire est affrété par le gouvernement turc et navigue entre la Alexandrette et Damiette, en Égypte. Rendu à Hellenic Seaways, il est désarmé durant l'été avant de reprendre du service entre la Grèce et l'Italie en septembre.
Le 27 décembre 2015, le Nissos Rodos est victime d'une avarie au niveau de ses machines alors qu'il vient de quitter Le Pirée pour Samos. Après avoir pu regagner le port, il est immobilisé pour réparations puis remis en service quelques semaines plus tard.

## Aménagements
Le Nissos Rodos possède 8 ponts. Si le navire s'étend en réalité sur 10 ponts, deux d'entre sont inexistants au niveau des garages afin de permettre au navire de transporter du fret. Du point de vue commercial, les ponts étaient dénommés par ordre alphabétique du plus haut jusqu'au plus bas à l'époque japonaise du navire. Ils sont à présent numérotés de 1 à 10, prenant en compte l'inexistence des ponts 4 et 6. Les locaux passagers occupent les ponts 7, 8 et 9 tandis que les ponts 9 et 10 sont en partie consacré à l'équipage. Les ponts 1, 2, 3 et 5 abritent quant à eux les garages.

### Locaux communs
À sa mise en service, les aménagements du Kiso étaient les plus confortables sur un ferry au Japon. Les installations étaient pour la plupart situées sur le pont B, les passagers avaient à leur disposition le bar Mermaid Club, le restaurant Windsor House et le salon Aurora. Ces locaux, parés d'une décoration luxueuse et élégante sont reliés entre eux par un long couloir vitré ouvert sur la mer. Cette architecture sera par la suite adoptée par d'autres armateurs de l'archipel, notamment la compagnie Shin Nihonkai Ferry.
En plus de ces principaux aménagements, le navire proposait également sur le pont B une galerie marchande et un petit salon avant ouvert sur la mer situé au pont A ainsi qu'un solarium. Sur le pont C, deux bains publics (appelés sentō), l'un pour les hommes à bâbord, l'autre pour les femmes à tribord, étaient présents ainsi qu'un cinéma, et une salle d'arcade.
À la suite de son acquisition par Hellenic Seaways, la décoration des installations est modernisée à plusieurs reprises mais leur disposition reste relativement inchangée. Sur le pont 7, les dortoirs réservés aux chauffeurs routiers et les deux sentō ont été démolis et remplacés par des salons. En 2016, une véranda est ajoutée sur le pont 8 arrière.
Actuellement les installations du Nissos Rodos sont organisés de la manière suivante :
- Mandraki Foyer : bar principal du navire situé sur le pont 8 au niveau de l'atrium ;
- Lindos Self-Service : restaurant libre-service situé au milieu du pont 8 ;
- Kamiros Theter : bar-salon à l'arrière du pont 8 ;
- Rodini Grill Bar : bar extérieur situé au milieu du pont 9 ;
- Castello Lounge : salon situé au pont 7 au milieu du navire équipé de fauteuils et d'un petit bar ;
- Ialyssos Lounge : autre salon fauteuil situé en arrière du premier au niveau de la réception.

### Cabines
À bord du Kiso, les cabines étaient classées en plusieurs catégories selon le niveau de confort. Majoritairement située à l'avant du navire sur les ponts B et C, elles étaient composées de quatre suites, seize chambres spéciales de style occidental et deux de style japonais, 40 chambres de 1re classe de style occidental, japonais ou mixte et quinze dortoirs de 2de classe.
Sous pavillon grec, la disposition des cabines est pratiquement restée la même, contrairement à ce qu'il se fait habituellement. Les cabines de 1re classe ont toutes été conservées, bien que leur décoration aient été pour la plupart modifiée, notamment les anciennes cabines de style japonais. Les dortoirs de la 2de classe ont également substitués pour la plupart, à l'exception de six d'entre eux situés vers l'arrière.

## Caractéristiques
Le Nissos Rodos mesure 192,51 m de long pour 27,01 m de large, son tonnage était de 13 730 UMS (ce qui n'est pas exact, le tonnage des car-ferries japonais étant défini sur des critères différents) avant d'être finalement porté à 31 084 UMS à la suite de la refonte de 2010. Il pouvait dans sa configuration originale embarquer 850 passagers et 110 véhicules dans un spacieux garage accessible par cinq portes rampes, deux latérales situées de chaque côté à la poupe, une située à la proue à tribord ainsi que deux portes axiales à l'avant et à l'arrière. Après son acquisition par Hellenic Seaways, sa capacité est portée à 1 600 passagers et 472 véhicules. La propulsion du Nissos Rodos est assurée par deux moteurs diesels Mitsubishi-MAN 8L58/64 développant une puissance de 28 800 ch entrainant deux hélices faisant filer le bâtiment à une vitesse de 23 nœuds. Il est en outre doté d'un propulseurs d'étrave ainsi que d'un stabilisateur anti-roulis. Les dispositifs de sécurité étaient à l'origine essentiellement composés de radeaux de sauvetage mais aussi d'une embarcation semi-rigide de secours. À la suite de la refonte de 2010, quatre embarcations de sauvetage de taille moyenne sont intégrées aux dispositifs de sécurité.

## Ligne desservie
Au début de sa carrière, le Kiso effectuait toute l'année la liaison entre Honshū et Hokkaidō sur la ligne Nagoya - Sendai - Tomakomai jusqu'en 2005.
À partir de 2005, le car-ferry effectue les lignes d'Hellenic Seaways entre la Grèce et l'Italie sur la ligne Corinthe - Venise. Il navigue également sous affrètement par Grimaldi Lines entre l'Italie et l'Espagne sur la ligne Gênes - Barcelone jusqu'en 2007. De retour au sein d'Hellenic Seaways, il est affecté selon période à la desserte des Cyclades ou de la ligne Corinthe - Porto Marghera. Il a aussi servi entre septembre 2012 et mai 2013 entre la Turquie et l'Égypte sur la ligne Alexandrette et Damiette.
Le navire est actuellement affecté aux lignes saisonnières entre Le Pirée et les îles de Paros, Kos et Rhodes. Il est aussi parfois employé sur les lignes reliant Le Pirée à la Crète en remplacement des navires de Blue Star Ferries et plus récemment de ANEK Lines.